# Glyngøre-Sæby-Vile Pastorat
Glyngøre-Sæby-Vile Pastorat var et pastorat i Salling Provsti i den nuværende Skive Kommune (Sallingsund Kommune i 1970-2006 og Nautrup-Sæby-Vile Sognekommune før 1970). I 20014 blev pastoratet en del af Nordsalling-Fur Pastorat.
Pastoratet omfattede de tre sogne Glyngøre Sogn, Sæby Sogn og Vile Sogn. Pastoratet blev opretter i 1969, da Vile Sogn blev overflyttet fra Nautrup-Vile Pastorat til Glyngøre-Sæby Pastorat.
I 2004 blev de tre gamle menighedsråd nedlagte, og pastoratet fik et fælles menighedsråd.
Provst Susan Aaen er den nuværende præst.